# Harold Kushner
Harold Kushner (3. dubna 1935 Brooklyn, New York – 27. dubna 2023) byl americký rabín, představitel progresivního křídla rekonstruktivního judaismu.[zdroj⁠?!]

## Osobní život
Narodil se v newyorském Brooklynu, vystudoval Kolumbijskou univerzitu a v roce 1960 získal rabínskou ordinaci na Židovském teologickém semináři (JTS). Stejná instituce mu roku 1972 udělila doktorát z biblistiky. Studoval také na jeruzalémské Hebrejské univerzitě, přednášel na Clarkově univerzitě a Rabínské škole JTS. Je držitelem šesti čestných doktorátů (dr. h. c.). Dlouhodobě působil jako kongregační rabín izraelského chrámu v massachusettském Naticku.
Na státním pohřbu prezidenta Ronalda Reagana ve washingtonské katedrále sv. Petra a Pavla dne 11. června 2004 předčítal úryvek z bible.

## Dílo
Je autorem bestselleru Když se zlé věci stávají dobrým lidem, který napsal po smrti svého syna Aarona. V útlé publikaci srozumitelné věřícím i nevěřícím lidem se zamýšlí nad bolestí a zármutkem, nad lidským utrpením. Kniha ceněná psychology, psychiatry i teology pomáhá od roku 1981 lidem po celém světě, byla přeložena do jedenácti jazyků a v Holandsku dvakrát vyhlášena nejlepší nebeletristickou knihou roku.
```
         Bůh pomáhá těm, kteří se přestanou obviňovat. (s. 89–110)
         Bůh nemůže udělat všechno, ale může udělat některé důležité věci. (s. 111–126)
```

Společně s Chaimem Potokem se podílel na vydání Etz Hayim: A Torah Commentary, nového oficiálního komentáře konzervativního hnutí k Tóře, jenž byl vydán v roce 2001. Je autorem řady populárních knih s teologickou tematikou.
V roce 2007 přijal od Židovské knižní rady (Jewish Book Council) ocenění za celoživotní dílo.